# عذم مكسيكي
العذم المكسيكي  (باللاتينية: Stipa mexicana) نوع نباتي يتبع جنس العذم من الفصيلة النجيلية.